# Девід Макдауелл Браун

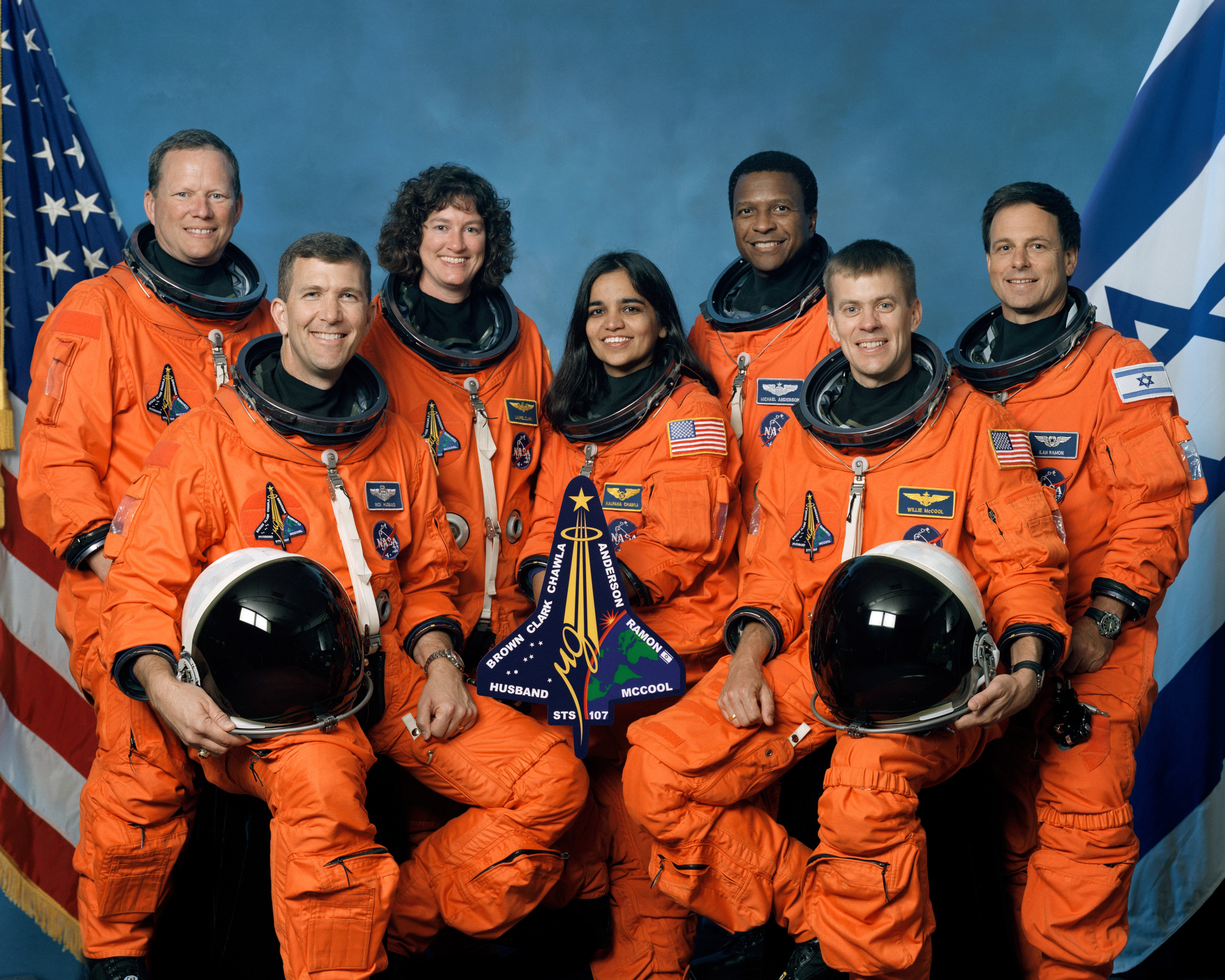
Екіпаж STS-107: Задній ряд, зліва направо: Девід Браун, Лорел Кларк, Майкл Андерсон, Ілан Рамон; Передній ряд, зліва направо: Рік Хасбенд, Калпана Чавла, Вільям МакКул

Девід Макдауелл Браун (англ. David McDowell Brown; 16 квітня 1956, Арлінгтон — 1 лютого 2003, Техас) — американський астронавт НАСА. 1 травня 1996 року відібраний як кандидат в астронавти 16-го набору НАСА. Перший і єдиний політ зробив з 16 січня по 1 лютого 2003 року як пілот «шаттла Колумбія» за програмою STS-107 тривалістю 15 днів 22 години 20 хвилин 22 секунди. Загинув у катастрофі при поверненні на Землю, шаттл вибухнув в атмосфері Землі за 16 хвилин до посадки.

## Освіта
- навчався у початковій школі Мак-Кінлі, Арлінгтон, Вірджинія;
- 1974: закінчив середню школу Йорктаун, Арлінгтон, Вірджинія;
- 1978: здобув ступінь бакалавра наук (біологія) у Коледжі Уїлльяма і Мері;
- 1982: здобув докторський ступінь у галузі медицини в медичній школі Східної Вірджинії.

## Організації
- Активно брав участь в русі бойскаутів Америки, де він досяг свого другого вищого рангу, життя Скаута.
- Екс-президент Міжнародної асоціації військових льотчиків, хірург польотів.
- Молодший науковий співробітник, аерокосмічній Медичної Асоціації.
- Товариство хірургів ВМС США.